# 丘利希里湖 (紅軍村區)
55°44′28.95″N 47°3′52.16″E / 55.7413750°N 47.0644889°E
丘利希里湖（俄语：Кюльхири），是俄羅斯的湖泊，位於該國西部楚瓦什共和國，由紅軍村區負責管轄，長0.34公里、寬0.27公里，面積0.07平方公里，最大水深13.7米。